# جيف غرير
جيف غرير (بالإنجليزية: Jeff Greer) هو سياسي أمريكي، ولد في 8 مارس 1964 في براندنبورغ في الولايات المتحدة. حزبياً، نشط في الحزب الديمقراطي.

## وصلات خارجية
- الموقع الرسمي